# أ. دبليو. بايبر
أ. دبليو. بايبر (بالإنجليزية: A. W. Piper) هو شخصية أعمال أمريكي، ولد في 1828 في باد كيسينغن في ألمانيا، وتوفي في 11 نوفمبر 1904 في واشنطن في الولايات المتحدة.